# Phyxelididae
Phyxelididae Lehtinen, 1967 è una famiglia di ragni appartenente all'infraordine Araneomorphae.

## Etimologia
Il nome deriva dal greco φύξηλις, phyxelis cioè che fugge via, codardo, per la veloce fuga all'avvicinarsi di un pericolo, ed il suffisso -idae, che designa l'appartenenza ad una famiglia.

## Caratteristiche
Sono ragni dalle lunghe zampe, il primo paio supera gli altri di un buon terzo per lunghezza; il colore è brunastro, l'opistosoma è più scuro del cefalotorace.

## Distribuzione

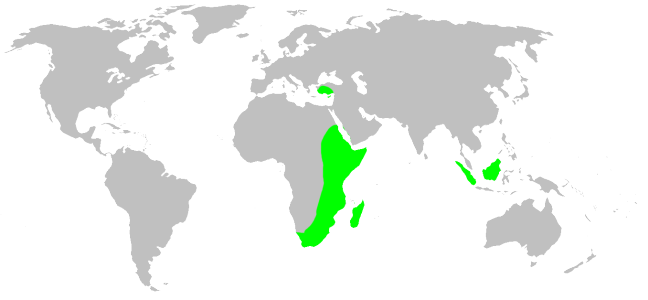
Phyxelididae, distribuzione

Sono diffusi soprattutto in Africa orientale e meridionale, Madagascar compreso; in Turchia, sull'isola di Cipro e in Indonesia (Sumatra e Borneo).

## Tassonomia
Attualmente, a novembre 2020, si compone di 14 generi e 66 specie:
- Ambohima Griswold, 1990 - Madagascar
- Kulalania Griswold, 1990 - Kenya
- Lamaika Griswold, 1990 - Sudafrica
- Malaika Lehtinen, 1967 - Sudafrica
- Manampoka Griswold, Wood & Carmichael, 2012 - Madagascar
- Matundua Lehtinen, 1967 - Sudafrica
- Namaquarachne Griswold, 1990 - Sudafrica
- Phyxelida Simon, 1894 - Africa, Madagascar, Cipro, Turchia
- Pongolania Griswold, 1990 - Sudafrica
- Rahavavy Griswold, Wood & Carmichael, 2012 - Madagascar
- Themacrys Simon, 1906 - Sudafrica
- Vidole Lehtinen, 1967 - Sudafrica
- Vytfutia Deeleman-Reinhold, 1986 - Sumatra, Borneo
- Xevioso Lehtinen, 1967 - Africa